# 得居通幸
得居 通幸（とくい みちゆき）は、戦国時代から安土桃山時代にかけての武将。伊予国の海賊衆。村上通康の子、来島通総の兄。

## 名前について
別名の通年（みちとし）がよく知られており、通称も太郎左衛門とされている。また伊予国の史料、後世資料の『予陽河野家譜』や『河野分限録』などでは、得居半右衛門尉通久として名を通久（みちひさ）とするものがしばしばある。
しかし系図類には通之（みちゆき）とされ、他方で自己発給した書状（一次史料）で確認できる名前は「通幸」のみである。
また、豊臣秀吉・秀次より発給された書状では、名字についても、同音の「得井」や「徳井」と表記されたものがある。

## 略歴
村上水軍の一族である来島村上氏当主・通康の長男（庶長子）として生まれるが、後に得居家の跡を継いだ。養家は、南北朝時代の伊予の名門得能氏と土居氏との子孫であるため、その両姓をとって「得居」を氏として名乗ったという。来島村上氏の名跡は四弟の通総が継いだが、これは通総の生母（河野通直娘）が通康の正室で主家筋の河野氏出身の娘であったため、家督を相続したものと考えられている。
永禄10年（1567年）、父の通康が病死したため、通総が7歳の若さで家督を継ぐと、これを補佐した。
天正6年（1578年）から天正8年（1580年）頃に伊予国北条（現在の松山市北条地区）沖の鹿島にある鹿島城主になったと考えられ、家臣達を悉く鹿島へ渡らせている。天正10年（1582年）4月に織田信長の配下として中国攻略にあたっていた羽柴秀吉（豊臣秀吉）の調略を受け、来島本家の当主である弟の通総と共に旧主河野氏から離反して織田方についた。この離反の課程で来島家の家老であった村上吉継、村上吉郷らは河野氏側に残って分裂し、裏切りを知った河野氏も毛利氏の協力を得て来島氏の攻撃を開始した。5月には能島村上氏の村上武吉・村上元吉親子を尖兵にして来島勢力に向けて攻撃を続けた。
天正11年（1583年）3月には攻撃に耐えかねた通総が秀吉の元に脱出し来島方面への攻撃が一段落し、通幸の守る鹿島へ攻撃が指向されるようになり、通幸は毛利・河野連合軍が四国側の来島勢力を削いで行く中で鹿島城に籠城して守り抜き、8月以降は鹿島城を巡る戦闘が見られなくなった。
天正12年（1584年）になると一時は秀吉の元に駆け込んでいた通総の再進出が10月には現実となり、11月には忽那島周辺で海賊行為を始めた。秀吉の四国方面への圧力が激しくなる中で天正13年（1586年）2月には通総の帰国が毛利輝元や小早川隆景に容認されることとなった。8月に秀吉の四国攻めが始まるとかつては敵対したこともある小早川隆景・吉川元長などの軍勢を伊予方面で先導した。戦後の四国国分では主家の通総が1万4,000石に封じられた他に通幸にも3,000石が与えられた。その後も九州征伐・小田原征伐・文禄の役にいずれも豊臣氏配下の船手衆として参戦した。
文禄3年（1594年）1月末から2月初めの頃に朝鮮水軍との戦いで戦死した。後嗣がいなかっため、所領は本家の通総に加えられた。ただし戦死を否定する説もある。

## 没年について
山内譲の研究によると、通幸の没年については天正20年／文禄元年（1592年）の没年が通説となっているが、これは李舜臣「唐浦破倭兵状」より唐浦の戦いにおける30歳ほどの「気力強壮」な人物や、唐項浦の戦いにおける24、5歳の「容貌魁偉」な若武者が討ち取られた記述、及び成立に不審性のある外岡甚左衛門「高麗船戦記」より6月7日に海戦で敗れて島に籠城して生害した「四国志摩守」の各人物を直接の関連性がないまま得居通幸に当てはめたものであり、いずれも通幸と明記されていない史料に依拠していた。
山内譲によれば、年代不記載の3月6日付の秀吉及び奉行の発給した書状二通が、敵番船と戦って戦死した通幸の消息を伝えている。タイムラグにより戦死は遡って正月末から2月初めのことと考えられ、年代については、通幸を宛書きとする文禄2年5月書状以降、来島兄弟や通幸宛の表記が無くなる文禄4年1月以前から前述の3月6日付書状を検討すると文禄3年の可能性が高いと推測している。
- 天正20年／文禄元年（1592年）没年説
  - 6月2日、唐浦の戦い説。有馬成甫（『朝鮮水軍史』1942年）、伊藤義一（「文禄慶長の役と伊予水軍（上）（下）」1982年、1983年）、宇田川武久（『日本の海賊』1983年）。
  - 6月6日、唐項浦の戦い説。徳富蘇峰（『近世日本国民史豊臣時代丁篇』1921年）。
  - 6月7日、粟浦の戦い説。北島万次（『豊臣秀吉の朝鮮侵略』1995年）。
  - 9月2日、釜山浦海戦説。池内宏（『文禄慶長の役別編第一』1936年）
- 文禄3年（1594年）没年説
  - 1月末-2月初説。山内譲（「海賊衆得居通幸の死」1997年）

## 関連文献
- 内田九州男 他『愛媛県の歴史』（山川出版社、2003年） ISBN 463432380X
- 山内譲「海賊衆来島村上氏と海域」1994年
- 岡田篤人「来島兄弟の実名・呼び名について」1993年
- 『愛媛県史 近世上』（愛媛県、1986年）